# Guillaume V de Hesse-Cassel
Pour les articles homonymes, voir Guillaume V.
Guillaume V de Hesse-Cassel dit « le Ferme » (en allemand : Wilhelm V von Hessen-Kassel « der Beständige ») (13 ou 14 février 1602 - 21 septembre 1637) est landgrave de Hesse-Cassel de 1627 à 1637.

## Biographie

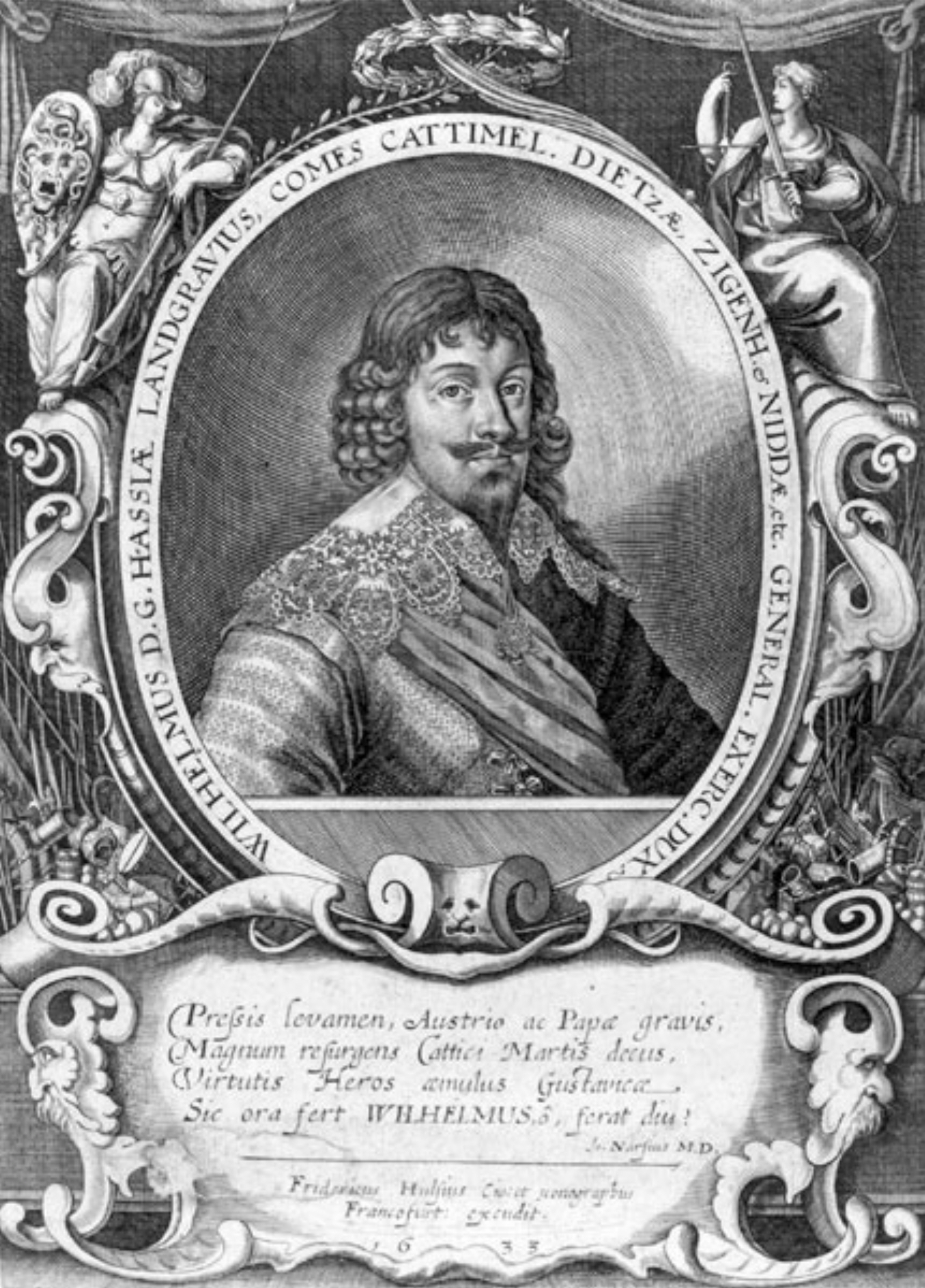
Guillaume V de Hesse-Cassel par Friedrich van Hulsen 1633.

Guillaume V est le fils du landgrave Maurice de Hesse-Cassel et d'Agnès de Solms-Laubach. Il succède à son père à sa mort, en 1627. Il réussit à stabiliser l'économie de son pays par une réforme monétaire, et tente également de réduire le poids de la dette laissée par son père.
Lors de la guerre de Trente Ans, Guillaume V est l'allié du roi Gustave II Adolphe de Suède. Après la signature de la paix de Prague le 30 mai 1635, il conclut un pacte d'alliance avec la France, entraînant l'invasion de la Hesse-Cassel par les troupes de l'empereur. Considéré comme ennemi de l'Empire, Guillaume V doit s'enfuir avec sa famille. Il meurt en exil en Frise orientale.

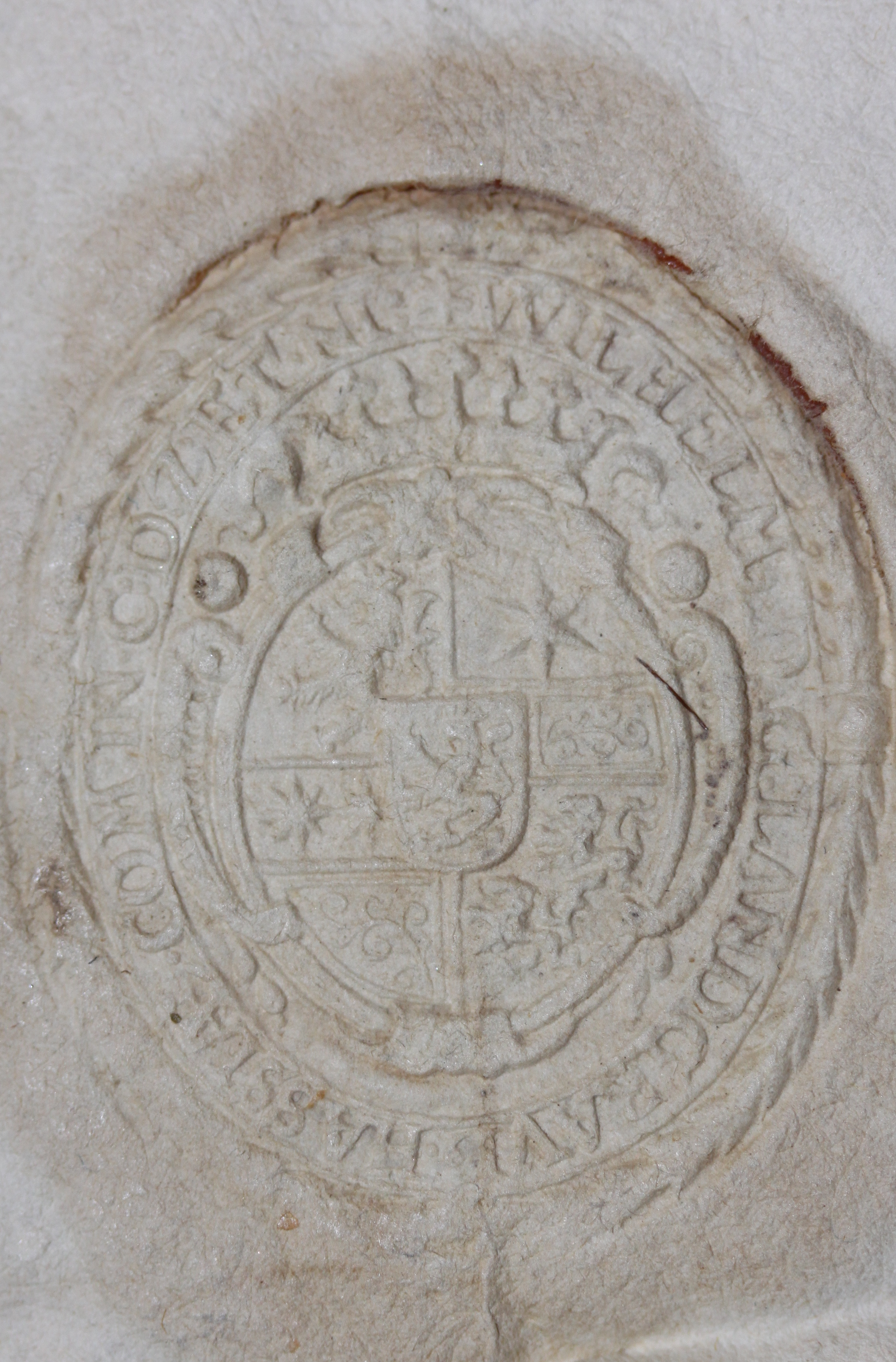
Sceau de Guillaume V de Hesse-Cassel.

## Famille
Il épouse, le 21 novembre 1619 au château de Cassel, la comtesse Amélie-Élisabeth de Hanau-Münzenberg (1602-1651), fille du comte Philippe-Louis II de Hanau-Münzenberg et de la comtesse Catherine-Belgique d'Orange-Nassau. Ils ont douze enfants.
- Agnès de Hesse-Cassel (24 novembre 1620 - 20 août 1626), célibataire, sans enfants ;
- Maurice de Hesse-Cassel, prince de Hesse-Cassel (24 septembre 1621 - 24 septembre 1621), célibataire, sans enfants ;
- Élisabeth de Hesse-Cassel (21 octobre 1623 - 13 janvier 1624), célibataire, sans enfants ;
- Guillaume de Hesse-Cassel, prince de Hesse-Cassel (31 janvier 1625 - 11 juillet 1626), célibataire, sans enfants ;
- Émilie de Hesse-Cassel (11 février 1626 - 15 février 1693) épouse le duc Henri II de La Trémoille (17 novembre 1620 - 14 septembre 1672), dont descendance ;
- Charlotte de Hesse-Cassel (20 novembre 1627 - 26 mars 1686) épouse le prince-électeur Charles-Louis Ier du Palatinat (22 décembre 1617 - 28 août 1680), dont descendance ;
- Guillaume VI de Hesse-Cassel, 5e landgrave de Hesse-Cassel (23 mai 1629 - 16 juillet 1663) épouse la princesse Edwige-Sophie de Brandebourg (14 juillet 1623 - 26 juin 1683), dont descendance ;
- Philippe de Hesse-Cassel, prince de Hesse-Cassel (16 juin 1630 - 17 août 1638), célibataire, sans enfants ;
- Adolphe de Hesse-Cassel, prince de Hesse-Cassel (17 décembre 1631 - 17 mars 1632), célibataire, sans enfants ;
- Charles de Hesse-Cassel, prince de Hesse-Cassel (18 juin 1633 - 9 mars 1635), célibataire, sans enfants ;
- Élisabeth de Hesse-Cassel (23 juin 1634 - 22 mars 1688), célibataire, sans enfants ;
- Louise de Hesse-Cassel (28 mai 1637 - 28 mai 1637), célibataire, sans enfants.